# Estación de Chetumal Aeropuerto
Chetumal Aeropuerto es una de las estación de trenes que cerca de Chetumal, Quintana Roo. La estación tiene conexión con el Aeropuerto Internacional de Chetumal.

## Historia
En 2018 el candidato Andrés Manuel López Obrador anunció en su campaña presidencial el proyecto del Tren Maya. El 13 de agosto de 2018 se anunció el trazo completo y el recorrido de la nueva ruta del Tren Maya puso a la estación en la ruta que conectaría con Tulum, Quintana Roo con Escárcega, Campeche
El 29 de septiembre de 2024, Mientras que 15 de diciembre de 2024, la presidenta Claudia Sheinbaum Pardo inauguró el servicio ferroviario del tramo 6 y tramo 7, conectando a la estación con Cancún y Palenque, logrando cerrar el circuito de los siete tramos del Tren Maya.  Se espera que en 2025 inicie la contrución de las plataformas requeridas que la operación del tren también sea de carga.